# Касимовка (Промишленнівський округ)
Каси́мовка (рос. Касимовка) — присілок у складі Промишленнівського округу Кемеровської області, Росія.

## Населення
Населення — 20 осіб (2010; 22 у 2002).
Національний склад (станом на 2002 рік):
- росіяни — 91 %